# Iratxo

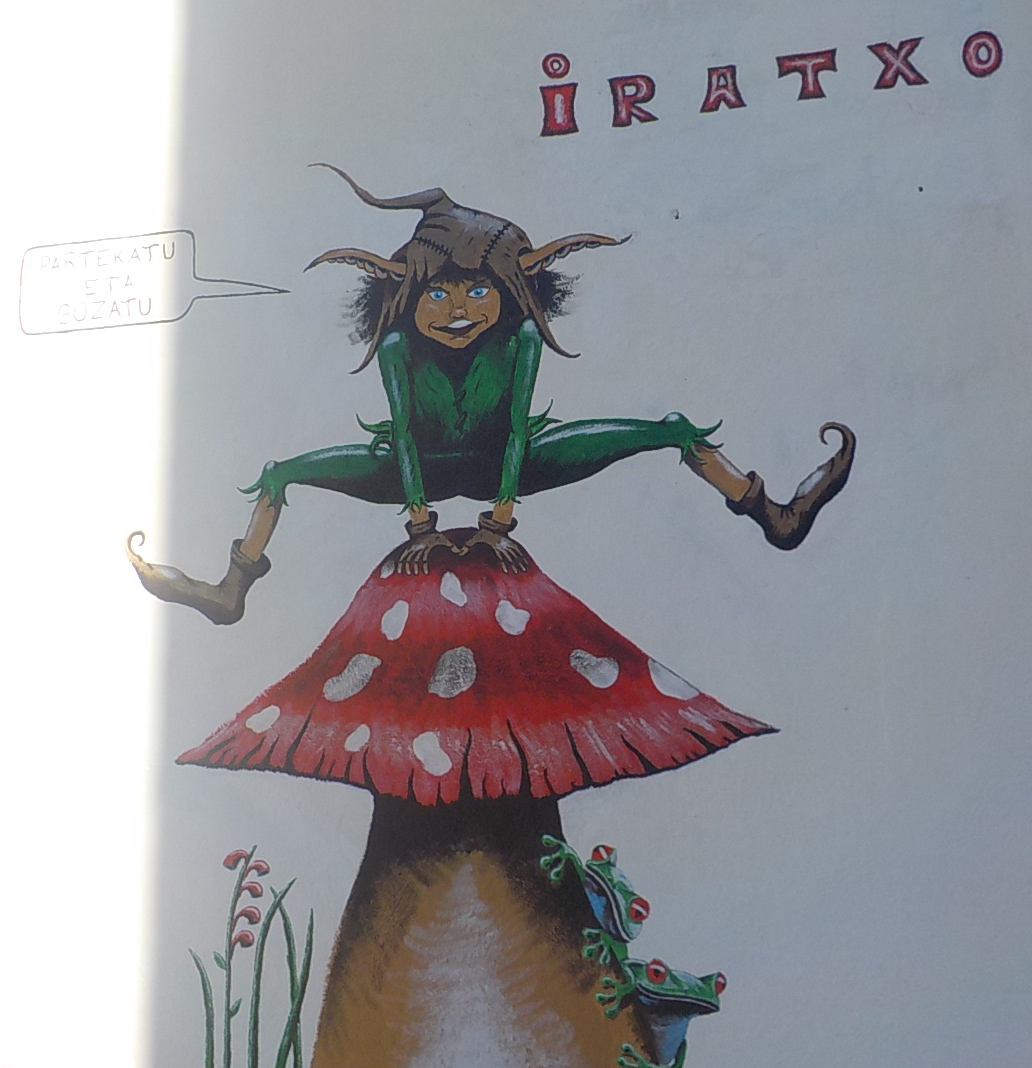
Iratxo.

Iratxo (en plural en euskera: Iratxoak) es un tipo de duende de la mitología vasca de antiguas leyendas vizcaínas. Su nombre parece estar directamente asociado a los helechos (ira, en euskera), del que es diminutivo. Tanto en el País Vasco y en Navarra, como en el País Vasco francés. 
En la actualidad se utiliza, como en otros muchos casos, como nombre de varón, aunque no muy común. Se suele confundir como la versión masculina de Iratxe, aunque, en principio no están etimológicamente relacionados.